# ミライリスホールディングス
ミライリスホールディングス株式会社は、建機レンタル事業などを行う企業。本社を三重県三重郡朝日町に置く。

## 概要
ミライリスホールディングス株式会社（Mirairis Holdings Co., Ltd.）は、建設機械のレンタル、販売修理、仮設足場の組立・解体、物流サービスを提供する日本の企業グループ。2022年3月3日に設立、本社は三重県三重郡朝日町

## 沿革
- 1938年　桑名市に於いて建設機械器具の販売を目的に個人創業開始
- 1972年　社名をマツオカ建機株式会社に改称、四日市営業所及び工場を新設
- 2005年　当社中心に中部仮設機材事業者協同組合を設立
- 2007年　プライド物流と物流事業業務統合及び資本提携
- 2011年　山長リース株式会社に100％出資し資本及び業務提携を実施
- 2016年　株式会社ムービルトと資本及び業務提携を実施
- 2017年　地域未来牽引企業選定
- 2020年　健康経営優良法人認定  マツオカ建機のグループ会社、山長リースが加藤サービスと資本業務提携
- 2021年　マツオカ建機のグループ会社、山長リースが向陽信和株式会社と資本業務提携
- 2022年　マツオカ建機グループの架け橋としてミライリスホールディング株式会社設立
- 2022年　社名を山長リース株式会社からアシタル株式会社に変更(7月1日)

## 事業内容
- 建設機械のレンタル・販売
- 仮設足場の組立・解体
- ユニットハウスの製造・販売
- 物流サービス

## グループ会社
マツオカ建機株式会社、株式会社プライド物流、アシタル株式会社、株式会社ムービルト、向陽信和株式会社